# Malacosoma castrense
The Ground Lackey (Malacosoma castrense) là một loài bướm đêm thuộc họ Lasiocampidae. Nó được tìm thấy ở châu Âu.
Chiều dài cánh trước là 13–16 mm đối với con đực và 17–21 mm đối với con cái. Con trưởng thành bay từ tháng 6 đến tháng 8 tùy theo địa điểm.
Sâu bướm ăn các loài nhiều cây bụi và cây thân thảo như: Calluna, Lotus and Cypress Spurge.

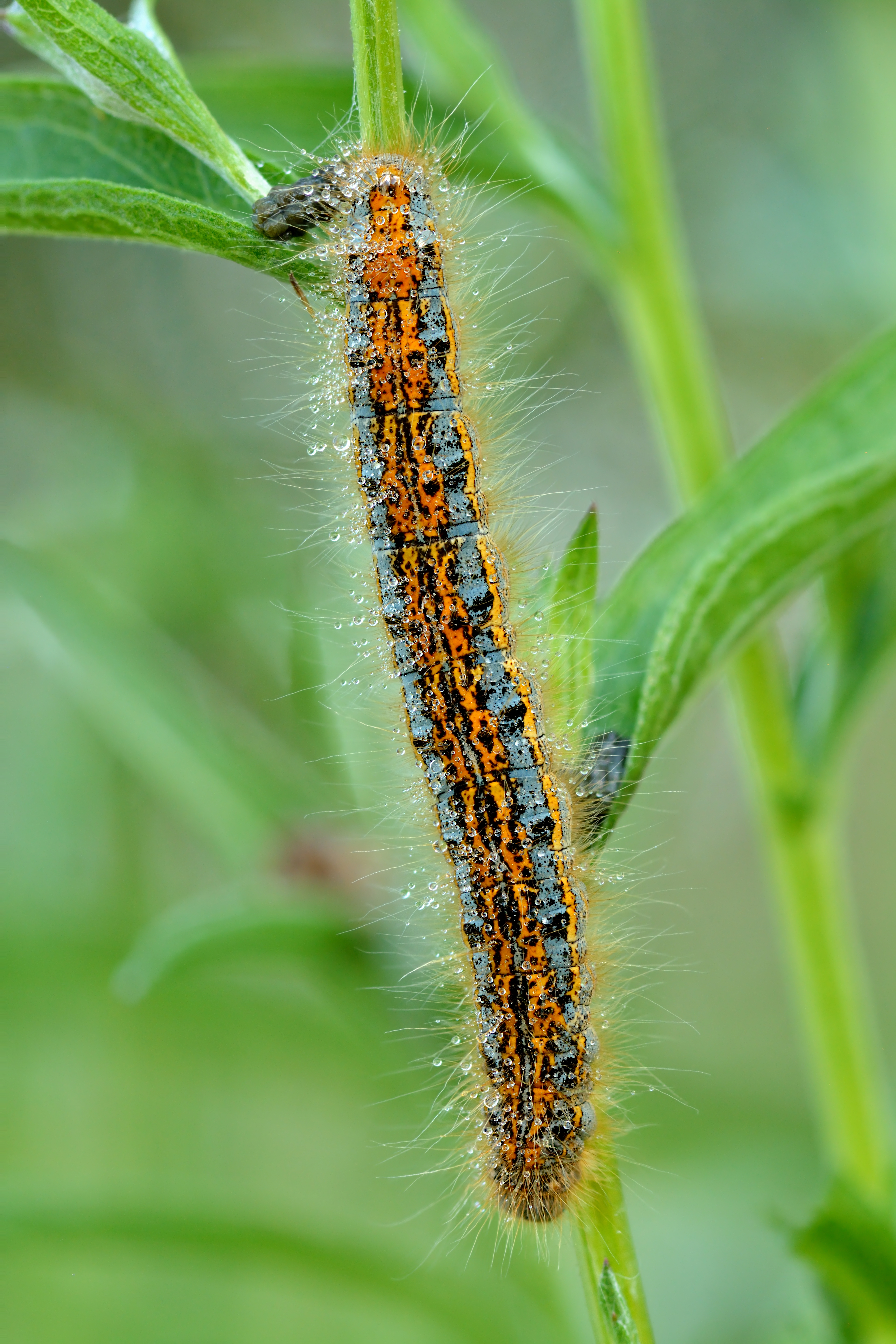
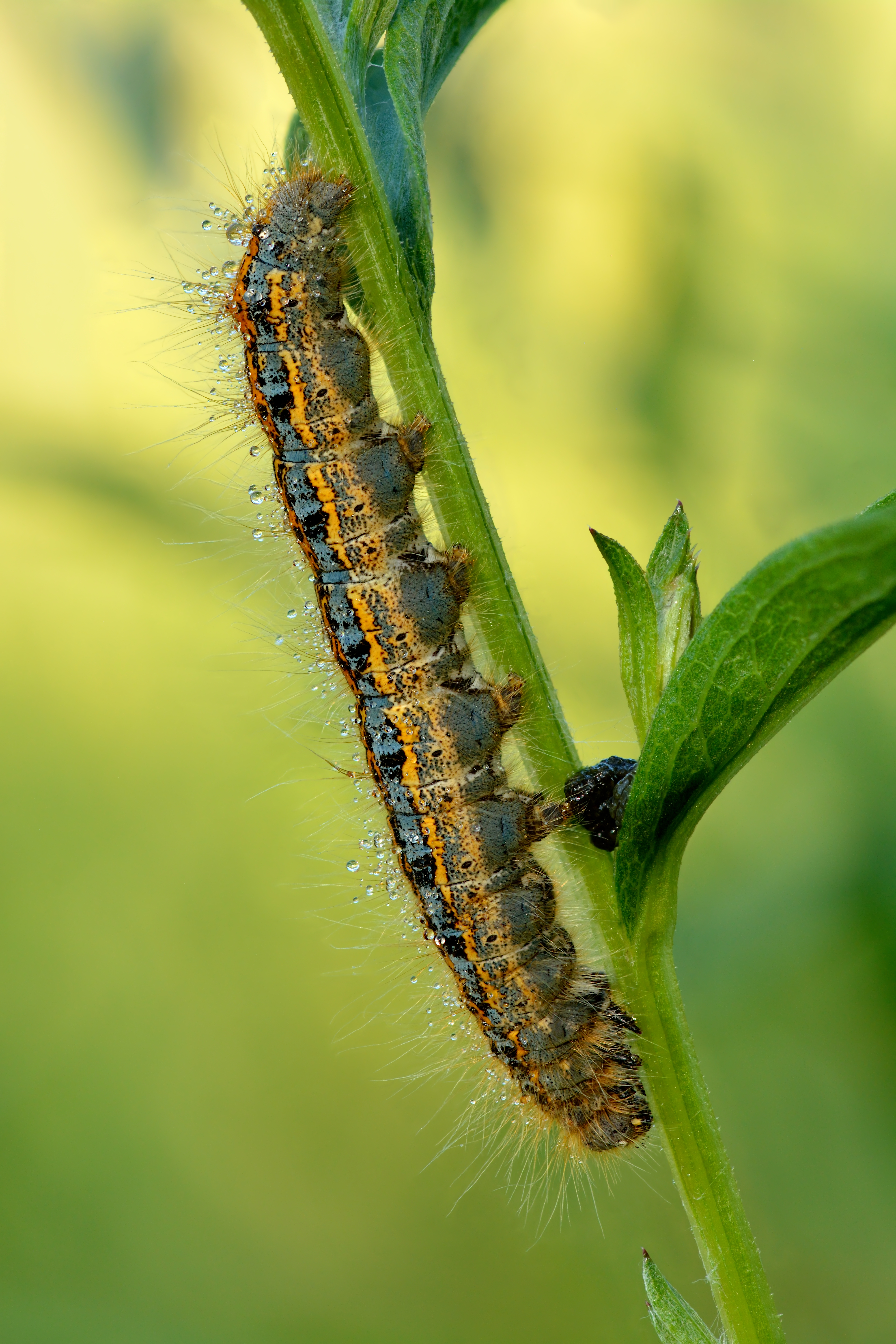
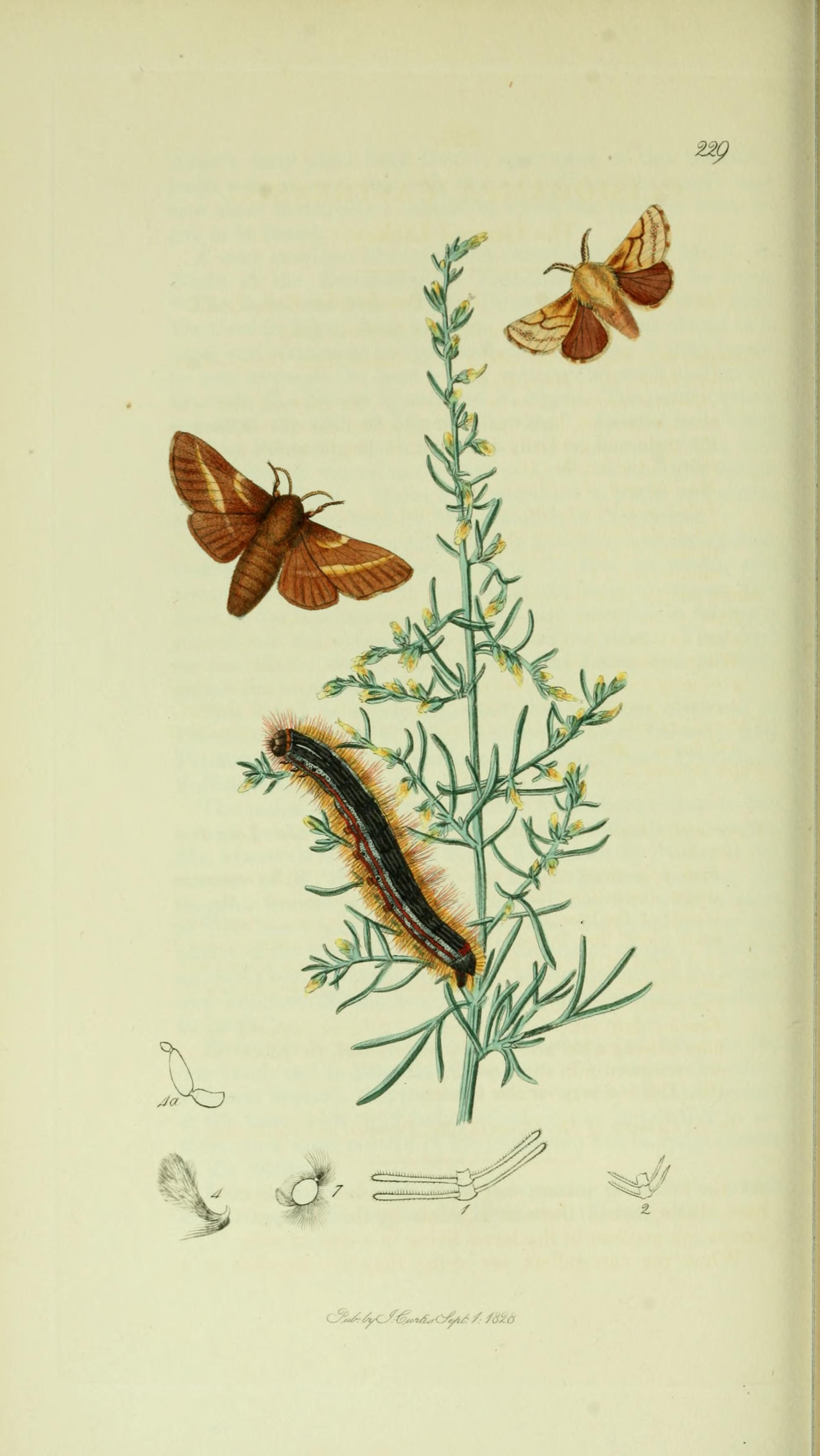
Hình minh họa của John Curtis's British Entomology Volume 5